# Vuurbaken (Zuid-Holland)
Vuurbaken is een buurtschap in de gemeente Hoeksche Waard in de Nederlandse provincie Zuid-Holland. Het ligt in het westen van de gemeente ongeveer 1 kilometer onder Zinkweg.